# Cao Yu
Cao Yu (egentligen Wan Jiabao), född 1910, död 1996, var en kinesisk dramatiker. Redan i skolan i Tianjin tyckte han om att spela teater. Han beundrade Shakespeare, Tjechov och Ibsen.
En av Cao Yus pjäser, Åskstormen, har filmatiserats flera gånger, senast som Den gyllene blommans förbannelse.